# Greer (Carolina del Sud)
Greer è una città degli Stati Uniti d'America, situata tra le contee di Greenville e Spartanburg nello Stato della Carolina del Sud.